# Зубцов, Евгений Макарович
Евгений Макарович Зубцов (1907, Симферополь — 31 октября 1941, Левадки, Крымская АССР) — советский железнодорожник, машинист станции Симферополь. Погиб в бою, управляя бронепоездом 31 октября 1941 года на перегоне Чистенькая — Почтовая во время Крымской оборонительной операции.

## Биография
Евгений Макарович Зубцов родился в Симферополе в 1907 году, работал на железнодорожной станции машинистом. Осенью 1941 года, по мере приближения немцев к Крыму, силами рабочих депо были изготовлены на разных железнодорожных станциях Крыма несколько бронепоездов, в том числе и на станции Симферополь. Это были паровозы с открытыми платформами обшитые бронекорпусами из стальных листов. 31 октября 1941 года этот бронепоезд Евгений Зубцов вёл из Симферополя, к которому уже подступали немцы, на Севастополь. На перегоне Булганак — Альма (ныне Чистенькая — Почтовая) бронепоезд под управлением Зубцова попал под сильный артиллерийский обстрел и был разбит. Машинист получил множественные ожоги и тяжёлое ранение, несовместимое с жизнью. Зубцова похоронили местные жители у железнодорожного полотна.

## Память
В память о машинисте бронепоезда на месте его гибели железнодорожники Симферопольского локомотивного депо в 1954 году установили памятник. В 2020 году он был обновлён, установлена гранитная плита с барельефом. Она расположена в лесополосе за Сулимкиной выемкой вблизи села Левадки. Осколок металла от уничтоженного бронепоезда хранится в Музее железнодорожного транспорта в Симферополе вместе с фотографией патриота.

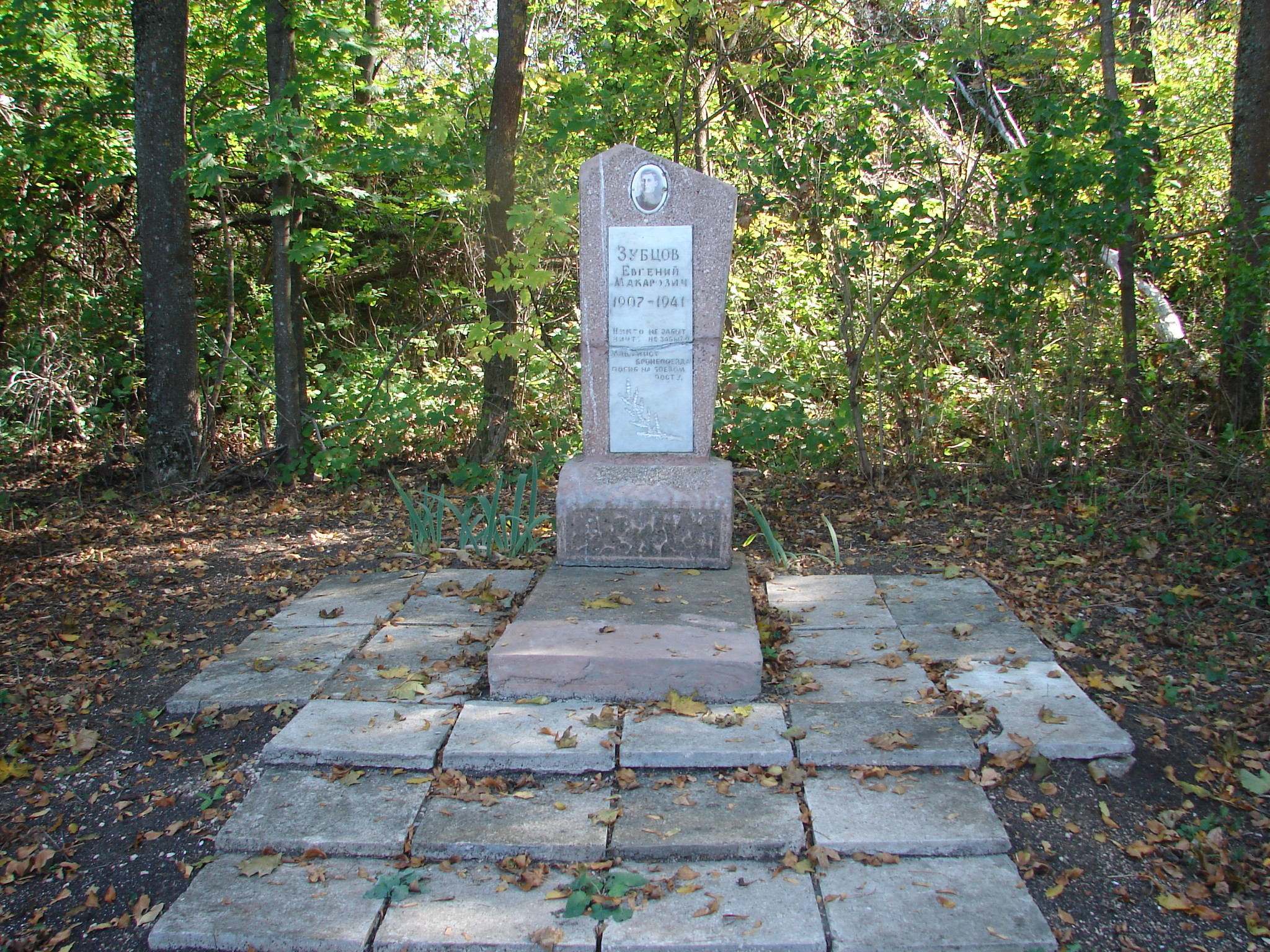
Могила Е. М. Зубцова до реконструкции

Приказом Министерства культуры Республики Крым от 05.02.2024 № 40-ОКН "О включении объекта, обладающего признаками объекта культурного наследия, «Могила машиниста бронепоезда Е. М. Зубцова», 1941 г., 1954 г., расположенного по адресу: Республика Крым, Чистенское сельское поселение, возле ж/д перегона Чистенькое-Почтовая, в лесополосе за Сулимкиной выемкой вблизи села Левадки, в перечень выявленных объектов культурного наследия Республики Крым" признан выявленным ОКН.
14 апреля 2023 года представители Крымской железной дороги и участники проекта Культурный Патруль, студенты исторического факультета Таврической академии им. В. И. Вернадского посетили и обустроили могилу и территорию вокруг неё.
В 1966 году именем Е. М. Зубцова была названа улица в Железнодорожном районе Симферополя, ранее это был 2-й Жигулинский проезд.